# 185577 Hhaihao
185577 Hhaihao è un asteroide della fascia principale. Scoperto nel 2008, presenta un'orbita caratterizzata da un semiasse maggiore pari a 2,9758053 au e da un'eccentricità di 0,2345548, inclinata di 2,15219° rispetto all'eclittica.
L'asteroide è dedicato alla città cinese di Haikou attraverso un suo nome alternativo.